# Fire (インスタントメッセンジャー)
Fire（ファイヤー）は、Mac OS X（かつてはOPENSTEP）向けに開発された初めてのインスタントメッセンジャーである。IRCや、XMPP、AIM、ICQ、MSN、Yahoo! Messenger、Bonjourネットワークに接続できる。
Fireの最新版は（2006年2月15日現在）バージョン1.5.6である。firetalkやlibfaim、libicq2000、libmsn、XMPP、libyahoo2など含めた全てのサービスがGPLの下で開発され、リリースされている。
2007年2月23日にFireの開発の終了がアナウンスされた。Fireの公式ホームページによると、その理由には開発者の欠如、そしてそれに伴うコンポーネントの開発の中断が主な理由とされている。Fireの開発者のうち2人はAdium開発グループに加わり、ユーザーがFireからAdiumへ移行できるよう作業を行った。アナウンスには、Adiumに将来的なIMのニーズを予想していることが含まれていた。

## 歴史
Mac OS Xが初期ベータ版である頃、Eric PeytonはMac OS Xで動作するIMクライアントを探していたが、クライアント公式ベンダーはまだ Mac OS Xをサポートしていなかったため、Peytonは自らが関わっていたOPENSTEPプロジェクト（AIMサーバに接続するオープンソースライブラリを用いていた）を拡張する作業を開始した。Mac OS Xにおいて新しいCocoaライブラリを用いて移植を行い、新しいIMクライアントの形が見え始めていた。
初期の開発は素早く、FireはAppleによってMac OS X v10.0の主要アプリケーションとして見なされるにいたった。当初Peytonはアプリケーションをホスティングし、自らの設備にて全ての開発を行っていたが、後に "Epicware" という会社を設立し、これにより彼が関係していた多くの法律家による負担が減少することとなった。
アプリケーションは複数のサーバと交流を可能とすることが予想された。まずYahoo! MessengerとICQが加えられ、続いてIRC、MSN、XMPPが加えられた。また最近ではBonjourがサポートされた。
2001年、Colter ReedはFireの開発に定期的に関わるようになり、Peytonに並んでFireの主要な開発者となった。しばらくの間彼らはEpicwareのハードウェア上で作業を行っていたが、最終的にはファイルのフリーホスティング、ダウンロード、ミラーサービスを利用するためにプロジェクトをSourceForge.netに移転することを決断した。そこで公開された最初のバージョンは0.28.aである。
2007年2月23日、Fireは開発者の欠如を理由に正式に開発を終了した。